# Victoria Mas
Pour les articles homonymes, voir Mas.
Victoria Mas, née en 1987 au Chesnay dans les Yvelines, est une romancière française.

## Biographie
Victoria Mas est la fille de Jeanne Mas,. Elle grandit dans un village du sud de la France. Puis elle vit durant huit années aux États-Unis, où elle étudie en Californie le cinéma et la littérature anglo-américaine,. Elle publie dans ce pays en 2014 un premier livre destiné à faire comprendre aux lecteurs américains les us et coutumes de la gastronomie française, The Farm to Table French Phrasebook: Master the Culture, Language and Savoir Faire of French Cuisine. De retour en France, elle s'inscrit à la Sorbonne où elle obtient  une licence en Langues et lettres et un master de Lettres modernes,. Elle travaille aussi dans le cinéma comme assistante de production, scripte et photographe de plateau.
Elle publie son premier roman Le Bal des folles en 2019,, couronné en juillet 2019 par les Talents Cultura. Ce livre est un grand succès littéraire et lui vaut de recevoir le grand prix Stanislas du premier roman,,, le prix Patrimoines BPE ainsi que le prix Première Plume,. Le 14 novembre 2019, elle reçoit également le prix Renaudot des lycéens.
Le Bal des folles a pour cadre l'hôpital de la Salpêtrière à la fin du XIXe siècle et les recherches du docteur Charcot sur l'hystérie et l'hypnose auprès de femmes internées. Pour Jérôme Garcin de L'Obs, « Dans une prose limpide, légère comme un pastel […] la jeune romancière stigmatise le machisme triomphant et fait entendre, bouleversante, la voix de celles qu’on a muselées, étouffées, hypnotisées ». Le roman a été adapté en film uniquement pour  la plateforme Prime video par la réalisatrice Mélanie Laurent. Il est également traduit en vingt-cinq langues. Il s'est vendu à 500 000 exemplaires.. 

En 2022, elle publie Miracle, qui explore le thème des croyances populaires, à travers l'histoire d'un adolescent en proie à des visions de la Vierge sur une petite île de Bretagne, l’île de Batz,,.
Son troisième roman, L'orpheline du Temple paraît le 26 mars 2025. Construit sur une correspondance imaginaire adressée à sa tante par le gardien de la petite Marie Thérèse de France, fille du roi Louis XVI et de Marie-Antoinette dans la sinistre prison du Temple de janvier 1794 à décembre 1795, ce roman épistolaire raconte avec sensibilité l'évolution des sentiments de son jeune geôlier, révolutionnaire convaincu, à l'égard de la princesse captive qui force son respect par sa dignité et sa hauteur d'âme, et dont il finit par tomber amoureux.

## Œuvres

### Guide de cuisine
- (en) The Farm to Table French Phrasebook: Master the Culture, Language and Savoir Faire of French Cuisine, Ulysses press, 2014 (ISBN 9781612433554)

### Romans
- Le Bal des folles, Éditions Albin Michel, 2019, 251 pages  (ISBN 978-2-2264-4210-9), réédité chez Audiolib en 2020 (version intégrale en livre audio + interview de l'auteur = 6 h 44)
- Un miracle, Éditions Albin Michel, 2022, 224 pages  (ISBN 978-2-2264-7408-7)
- L'orpheline du Temple, Éditions Albin Michel, 2025, 185 pages  (ISBN 978-2-226-49383-5)